# مغولو
مغولو یکی از روستاهای استان آذربایجان شرقی است که در دهستان یکانات بخش یامچی شهرستان مرند واقع شده‌است.